# Parada de Los Perfumes
Los Perfumes es una parada de la Línea 1 del Tranvía de Jaén situada en la confluencia de las avdas. de Ruiz Jiménez y de Andalucía de la ciudad, junto al Museo de Jaén y Museo Internacional de Arte Íbero.

## Accesos
Los Perfumes: Paseo de la Estación, 44

## Líneas y correspondencias
| << cabecera          | < parada     | Línea | parada >       | cabecera >>   |
| -------------------- | ------------ | ----- | -------------- | ------------- |
| Paseo de la Estación | Las Batallas |       | Parada de Jaén | Vaciacostales |